# مصطفى شنطوب
مصطفى شَنطوب (بالتركية: Mustafa Şentop)‏ ، (ولد: 6 أغسطس 1968، في تكيرداغ، تركيا) سياسي تركي وأستاذ جامعي، كان رئيس البرلمان التركي ونائب حالي وسابق في البرلمان التركي لأكثر من دورة ممثلا عن حزب العدالة والتنمية.

## ولادته ودراسته وحياته الوظيفية
ولد مصطفى شنطوب في 6 أغسطس 1968 في تيكيرداغ. وتخرج في كلية الحقوق بجامعة اسطنبول. حصل من جامعة مرمرة على درجة الماجستير والدكتوراه في القانون العام . بدأ في عام 1993 العمل كمساعد باحث في كلية الحقوق بجامعة مرمرة . حصل على درجة الدكتوراه في عام 2002 ، وأصبح أستاذًا مساعدًا في عام 2005 وأستاذًا في عام 2011. ألقى محاضرات لمرحلة البكالوريوس والدراسات العليا في جامعات مختلفة عدا جامعة مرمرة. تولى العديد من الوظائف الإدارية في جامعة مرمرة. عمل كاتباً ومحررًا في مجلات مختلفة منذ مرحلة دراسته الجامعية، كما كان عضوًا في هيئة تحرير المجلات الأكاديمية ومحرر المجلات المحالة. شغل أيضًا منصب رئيس فرع إسطنبول لمركز البحوث الاقتصادية والاجتماعية (ESAM).

## نشاطه السياسي
انتخب شنطوب عضواً في اللجنة المركزية لصنع القرار واللجنة الإدارية في حزب العدالة والتنمية في مؤتمري الحزب الرابع والخامس. شغل منصب نائب رئيس حزب العدالة والتنمية من 2012 إلى 2015.
انتخب عضوًا في البرلمان التركي عن إسطنبول في الدورات التشريعية 24 و 25 و 26 ؛ وعن تيكيرداغ في الفصل التشريعي السابع والعشرين.
شغل منصب نائب رئيس لجنة الدستور. تولى مسؤولية لجنة المصالحة الدستورية ممثلًا عن حزب العدالة والتنمية. شغل منصب رئيس لجنة الدستور في الفصل التشريعي السادس والعشرين.
عمل نائبًا لرئيس الجمعية الوطنية الكبرى لتركيا في الفترة التشريعية السابعة والعشرين ، وفي 24 فبراير 2019 ، انتخب رئيس الجمعية الوطنية الكبرى لتركيا التاسع والعشرين بعد استقالة بن علي يلدريم.
أعيد انتخابه مجدداً في 7 يوليو 2020 رئيسًا للجمعية الوطنية الكبرى التركية.

## حياته الشخصية
متزوج من صبرية شنطوب  و لديه أربعة أطفال. يجيد شنطوب اللغتين الإنجليزية والعربية.